# Han Jinming
Han Jinming (韩金铭S, Hán JīnmíngP; Tientsin, 28 febbraio 1969) è un ex calciatore cinese, di ruolo centrocampista.